# اچ‌ام‌ای‌اس لیسگو (جی۲۰۶)
اچ‌ام‌ای‌اس لیسگو (جی۲۰۶) (به انگلیسی: HMAS Lithgow (J206)) یک کشتی بود که طول آن ۱۸۶ فوت (۵۷ متر) بود. این کشتی در سال ۱۹۴۰ ساخته شد.